# (6665) Kagawa
(6665) Kagawa est un astéroïde de la ceinture principale.

## Description
(6665) Kagawa est un astéroïde de la ceinture principale. Il fut découvert le 14 février 1993 à Oohira par Takeshi Urata. Il présente une orbite caractérisée par un demi-grand axe de 3,00 UA, une excentricité de 0,07 et une inclinaison de 11,4° par rapport à l'écliptique.

## Compléments